# Bosjö bruk
Bosjö bruk, Bosjöhyttan, före detta järnbruk i Färnebo socken, Filipstads kommun, Värmland (Värmlands län). Bosjö bruk ligger i en öde och avskild skogsbygd omkring 2 mil nordväst om Filipstad.
Bosjöhyttan, eller Gräsbosjöhyttan, som den då kallades, privilegierades år 1637. Hyttan anlades vid Svartåns inflöde i Bosjöns norra ände av två borgare i Filipstad, Nils Svensson och Erik Stensson. Grässbossiöhÿttan omnämns för första gången i 1638 års jordebok. Under 1680-talet ägdes hyttan av den tyskfödde borgmästaren i Filipstad, Evert Strokirk (1608-1687), och några fattiga bergsmän av finsk härkomst. Vid Bosjöns södra ände hade det i mitten av 1600-talet uppförts en stångjärnshammare, vilken privilegierades 1642. Strokirk fick år 1660 ett nytt privilegium på denna anläggning och året därpå uppfördes en hammare. 
Malmen till den avlägset belägna Bosjöhyttan togs från Nordmarks gruvor och fick då fraktas över en mycket backig och svår väg. Trots detta kom Bosjö bruk snart att bli en betydande anläggning, detta främst tack vare en driftig ledning och god tillgång på vatten och skog. År 1841 kom bruket i Herman Gustaf Geijers av släkten Geijer ägo. Han var för övrigt själv född år 1805 på Bosjö bruk. Geijer dog i Brattfors 1881.
Stångjärnshammaren vid Bosjö bruk nedlades 1861 och drygt tjugo år senare, 1883, blåstes även hyttan (Bosjöhyttan) ned för sista gången. Hyttan ombyggdes dock då det var meningen att driften skulle återupptas. Så blev det emellertid inte, istället anlades ett träsliperi omkring år 1890 ett stycke ovanför hyttan. En snickerifabrik uppfördes samtidigt. 
1912 byggdes en smalspårig järnväg, Lindfors-Bosjöns Järnväg, av den dåvarande ägaren Albert Bergström (son till grundaren av Finshyttans bruk, Olof Bergström) från Bosjön till Lindfors station på Bergslagsbanan för att frakta träprodukterna. Träsliperiet i Bosjö bruk nedlades 1914 och 1916 sålde Bergström sålde bruket till Billeruds AB. 1917 såldes även järnvägen av Bergström, som lämnade Bosjö bruk samma år. Snickerifabriken nedlades 1921 i samband med att den brann ner för andra gången. Det mesta virket gick då till Billeruds sulfitfabrik vid Slottsbron. Transporterna skedde med järnvägen, den så kallade Bosjöbanan, (endast sommartid) eller medelst flottning till Sunnemo. Järnvägen, som förde en tynande tillvaro under 1930-talet, nedlades slutligen i början 1940-talet.

## Sevärdheter

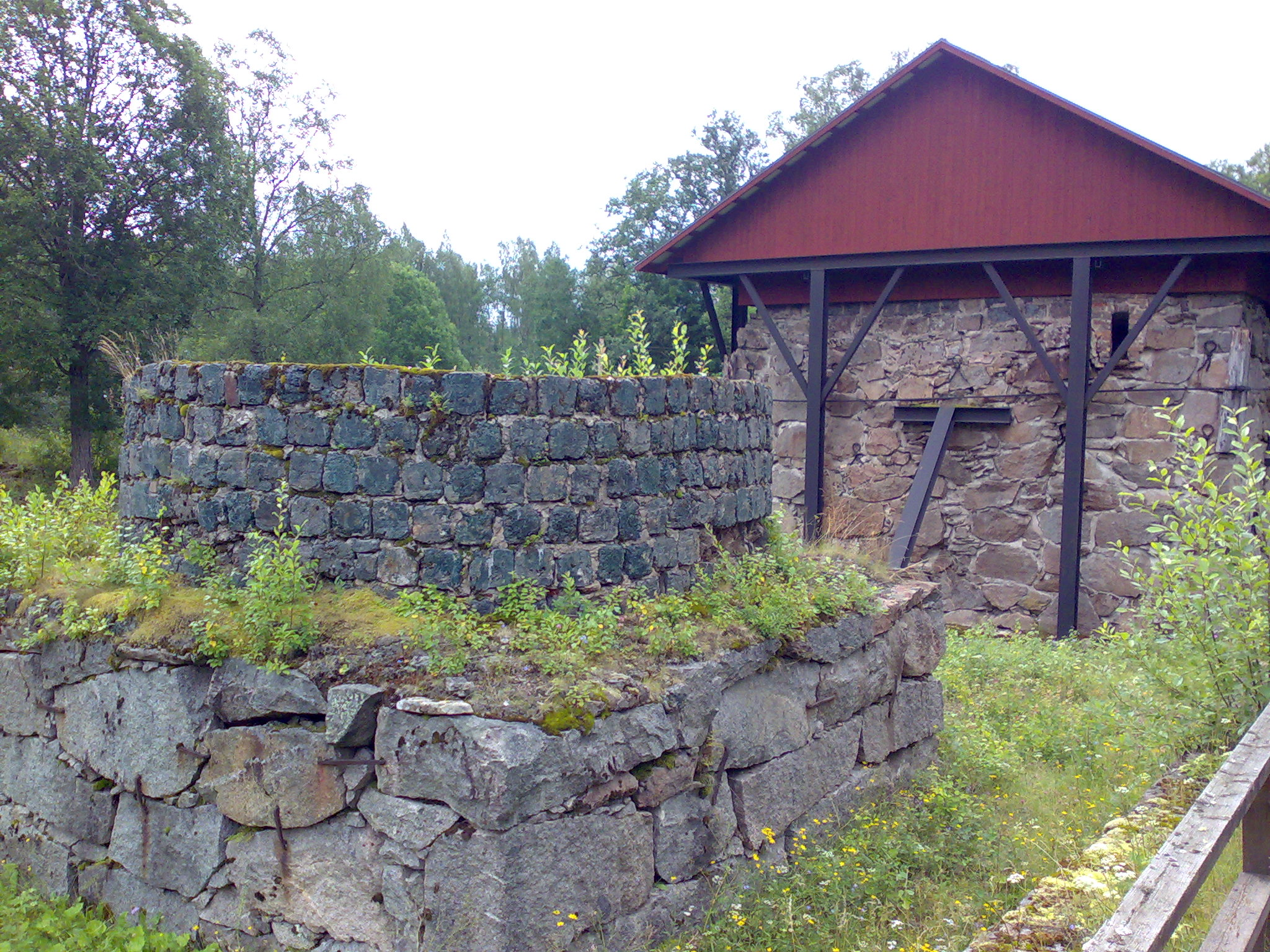
Ruinerna efter Bosjöhyttan

Bosjöhyttan, som lades ned 1883, revs till stora delar 1920. De återstående delarna restaurerades i mitten av 1950-talet. Under 1990-talet stagades de kvarvarande delarna av hyttpipan upp med hjälp av cement och stålbalkar efter ett ras. Samtidigt byggdes också ett tak över hyttruinen. Bredvid hyttan finns också lämningar efter rostugnen.
Bosjö herrgård består av en vitstruken mangårdsbyggnad med locklistpanel, uppförd år 1719. Vidare finns en vitslammad bagarstuga i sten från 1700-talets mitt, en uthusbyggnad från 1800-talets slut, en timrad bod från samma tid samt ett vagnslider och stall från början av 1900-talet. På Smedgården finns en rödfärgad loftgångsbod från omkring år 1800.
Kärn eller ’’Tjärn’’, belägen vid en mindre sjö strax norr om Bosjö bruk är en mycket välbevarad gammal bergsmansgård. Både huvudbyggnaden och den knuttimrade loftboden med pyramidformat tak är bevarade i ursprungligt skick. Huvudbyggnaden är en timrad panelad parstuga som innehåller takmålningar daterade till 1736 samt stofftapeter från samma tid. På gården finns även en lillstuga från 1800-talets början samt ett flertal uthusbyggnader från 1800-talets slut och 1900-talets början. Enligt en karta från år 1718 låg ett torp vid namn Hindrichstorp på platsen. Gården blev byggnadsminne 1975.